# 铁南街道 (朝阳市)
铁南街道是中国辽宁省朝阳市建平县下辖的一个街道。

## 行政区划
铁南街道下辖铁东社区、铁北社区、国储社区、铁西社区、铁南社区、南山社区、南汤土沟村、顺治沟村。